# Lokev
Lokev – wieś w Słowenii, w gminie Sežana. W 2018 roku liczyła 817 mieszkańców.